# Wadlhauser Gräben
Die Wadlhauser Gräben sind eine Gemarkung im Landkreis Starnberg.
Die Gemarkung hat eine Fläche von 430,65 Hektar und liegt vollständig im Gemeindegebiet von Berg im Landkreis Starnberg. Die Fläche ist ein hügeliges zusammenhängendes Waldgebiet und unbewohnt. Sie liegt vollständig im Landschaftsschutzgebiet Starnberger See - Ost.
Bis zum Jahresende 1992 bestand das gemeindefreie Gebiet Wadlhauser Gräben, das am 1. Juli 1972 bei der Auflösung des Landkreises Wolfratshausen in den Landkreis Starnberg eingegliedert worden war. Am 1. Januar 1990 hatte es eine Fläche von 428,05 ha.